# Real Madrid Club de Fútbol 1962-1963
Questa voce raccoglie le informazioni riguardanti il Real Madrid Club de Fútbol nelle competizioni ufficiali della stagione 1962-1963.

## Rosa
| N. |                    | Ruolo | Calciatore           |
| -- | ------------------ | ----- | -------------------- |
|    | Spagna (bandiera)  | P     | José Araquistáin     |
|    | Spagna (bandiera)  | P     | Fermín Martínez Cobo |
|    | Spagna (bandiera)  | P     | Moncho               |
|    | Spagna (bandiera)  | P     | José Vicente Train   |
|    | Spagna (bandiera)  | D     | Isidro               |
|    | Spagna (bandiera)  | D     | Marquitos            |
|    | Uruguay (bandiera) | D     | José Santamaría      |
|    | Spagna (bandiera)  | D     | Pedro Casado         |
|    | Spagna (bandiera)  | D     | Vicente Miera        |
|    | Spagna (bandiera)  | D     | Pachín               |
|    | Spagna (bandiera)  | D     | Ignacio Zoco         |
|    | Spagna (bandiera)  | C     | Félix Ruiz           |
|    | Spagna (bandiera)  | C     | Felo                 |

| N. |                      | Ruolo | Calciatore         |
| -- | -------------------- | ----- | ------------------ |
|    | Francia (bandiera)   | C     | Lucien Muller      |
|    | Spagna (bandiera)    | C     | José María Vidal   |
|    | Spagna (bandiera)    | C     | Juan Manuel Villa  |
|    | Argentina (bandiera) | A     | Alfredo Di Stéfano |
|    | Spagna (bandiera)    | A     | Amancio Amaro      |
|    | Spagna (bandiera)    | A     | Manuel Bueno       |
|    | Brasile (bandiera)   | A     | Evaristo de Macedo |
|    | Spagna (bandiera)    | A     | Francisco Gento    |
|    | Spagna (bandiera)    | A     | Pepillo            |
|    | Ungheria (bandiera)  | A     | Ferenc Puskás      |
|    | Spagna (bandiera)    | A     | Justo Tejada       |
|    | Rep. Ceca (bandiera) | A     | Yanko Daučík       |